# Slaget ved Wadi Akarit
Slaget ved Wadi Akarit (kodenavn Operation Scipio) var et vellykket allieret angreb den 6. og 7. april 1943 med det formål at fordrive aksemagternes styrker fra deres stillinger ved Wadi Akarit i Tunesien (også kaldet Akarit-linjen). På dette sted, kaldet Gabès-hullet, nord for byerne Gabès og El Hamma, ligger en snæver landtange mellem havet og uigennemtrængelige saltmarskområder.
I et forud planlagt slag gennembrød enheder fra 51. infanteridivison forsvarsstillingerne og skabte et brohoved, hvilket tillod passage af deres hovedstyrke for at oprulle forsvarsstillingerne fra flankerne. Efter beslutsomme, voldsomme, men fejlslagne modangreb trak aksestyrkerne sig tilbage, og 8. armé fortsatte deres forfølgelse i retning mod Tunis, indtil den stødte på stærkt forsvarede stillinger ved Enfidaville.

## Baggrund
Tunesien var strategisk vigtigt, da det tillod Aksemagterne af udfordre allierede forsøg på at sejle konvojer gennem Middelhavet, og dermed forlænge forsyningslinjerne fra Storbritannien og Nordamerika til det Indiske ocean. Deres tilstedeværelse var også en trussel mod allierede aktioner mod det sydlige Europa og bandt allierede styrker til området.
Efter Mareth-linjen i det sydlige Tunesien var blevet omgået i venstresvingsangrebet gennem Tebaga-hullet, var det lykkedes aksestyrkerne at undgå at blive omringet, og de havde trukket sig tilbage til Wadi Akarit nord for Gabès. Dette område var længe inden blevet identificeret af Erwin Rommel som en velegnet forsvarsstilling. Han havde uden held argumenteret med sine overordnede om at gennemføre en kontrolleret tilbagetrækning hertil straks efter Andet slag om el-Alamein. Han hævdede, at det var den bedste mulighed for hans styrker for at holde 8. armé stangen, og dermed forlænge Aksemagternes tilstedeværelse i Afrika. Stillingen havde beskyttede flanker og korte forsyningsruter til Sicilien. Han foreslog, at når briterne blev holdt tilbage ved Wadi Akarit og havde brug for at bringe tropper og materiel frem, kunne alle til rådighed stående tropper i Tunesien i mellemtiden slå 1. britiske armé tilbage mod vest, inden man gennemførte noget tilsvarende mod Montgomery.
Hullet ved Gabès var den sidste stilling, som umiddelbart kunne forsvares, inden 8. armé nåede den tunesiske by Sfax og kunne etablere en ubrudt front med de allierede styrker under fremrykning fra vest.

## Slagorden

### De allierede
8. armé
- 30. korps
  - 50. infanteridivision
  - 51. infanteridivision
  - 4. indiske division
  - 2. newzealandske divisions artilleri[4]

- Holdt i reserve for at udnytte gennembruddet[5]
  - 2. newzealandske division med den græske specialstyrke Hellige skare tilknyttet
  - 1. britiske pansrede division

### Aksemagterne
Italienske 1. armé
Den italienske 1. armé omfattede også det tyske Afrikakorps. Pansrede tyske enheder blev brugt til at styrke det italienske infanteri, om end resterne af 15. panserdivision (10 kampvogne) var de eneste kampvogne, som var til rådighed; men andre enheder kunne hentes fra andre steder i Tunesien.
- Italienske 20. motoriserede korps
  - 136. infanteridivision Giovani Fascisti
  - Trieste Divisionen
  - Tyske 90. lette division (undtagen et regiment)
- Italienske 21. korps
  - 80. luftlandedivision La Spezia
  - 16. motoriserede division Pistoia
  - Tyske 164. lette infanteridivision
  - Et regiment fra 90. lette division

- 15. panserdivision, i reserve

## Slagmarken
Modstanderne stod over for hinanden langs en øst-vest gående linje med Middelhavet mod øst og de uigennemtrængelige saltmarske ved Sebkret el Hamma (den østlige ende af Chott el Djerid) mod vest. Der var således ingen mulighed for at omgå stillingen, som der havde været ved Tebaga-hullet, eller forlænge fronten og dermed sprede forsvarerne, som ved El Alamein og efterfølgende slag. Et frontangreb mod forberedte stillinger var uundgåeligt.
Fra øst fulgte forsvarslinjen Wadi Akarit over 8 kilometer. Her kunne den ikke passeres af kampvogne. Herefter fulgte en bredere sektion af tør wadi støttet af en lang bakke, Djebel er Roumana, i sig selv den sidste linje med højt terræn, som danner den nordlige grænse af Chott. Adgangen til Djebel er Roumana blev vanskeliggjort af en panserværnsgrøft, og der var flere forsvarsværker mod vest, selv om det uvejsomme terræn i sig selv var en betydningsfuld forhindring.

## Slaget
Den allierede fortrop var rykket gennem Oudref og nåede Wadi Akarit den 30. marts, men indskrænkede deres aktivitet til patruljering og afprøvning af aksemagternes stillinger.
Tre divisioner skulle gennemføre det indledende angreb: 51. infanteridivision på højre side, 50. infanteridivision i centrum og 4. indiske infanteridivision på venstre side.
Der var en koncentreret artilleribeskydning.
I den indledende fase, hvor der blev krydset et minefelt og en panserværnsgrøft, erobrede 7. bataljon af Argyll and Sutherland Highlanders deres mål. Mens de forsvarede brohovedet, sørgede deres chef, oberstløjtnant Lorne MacLaine Campbell, trods det at han var såret, for vedvarende at inspirere og lede sin enhed. Han blev siden tildelt Victoriakorset for sin indsats i dette slag.

## Efterspil
Ved daggry den følgende dag, 6. april 1943, viste det sig, at aksestyrkerne ubemærket havde trukket sig tilbage. Den motoriserede 2. newzealandske division og 1. pansrede division blev frigjort til at forfølge de retirerende italienske og tyske tropper. Forfølgelsen førte over en kystslette, som ændrede karakter fra åben halv-ørken til store olivenlunde, hvilket åbnede muligheder for bagholdsangreb. Der var imidlertid ikke megen modstand før nær ved Enfidaville. Fanger, som udgjorde næsten 6.000, blev somme tider overraskede over at se allierede tropper foran deres formodede frontlinje. Store mængder materiel, herunder tidligere erobrede amerikanske forsyninger, blev erobret. Hverken forfølgere eller forfulgte fremtvang større kampe, især når modstanden var stor, men på et sted angreb og ødelagde den græske enhed, som var tilknyttet den newzealandske division, en kampvogn. Selv om de ikke havde andet end håndvåben, antages det, at ekstra benzindunke var blevet antændt.
På denne måde lykkedes det at erobre 225 kilometer nord for Wadi Akarit, heriblandt byerne Sfax og Sousse. Aksestyrkerne havde udvalgt let forsvarlige stillinger nord og vest for Enfidaville, som ikke blev opgivet før den generelle overgivelse i Nordafrika.